# Pardosa marialuisae
Pardosa marialuisae este o specie de păianjeni din genul Pardosa, familia Lycosidae, descrisă de Charles Denton Dondale și Redner, 1984. Conform Catalogue of Life specia Pardosa marialuisae nu are subspecii cunoscute.